# Karats
Der Karats, auch Karatj (samisch Gárásj) ist ein See in der Gemeinde Jokkmokk der schwedischen Provinz Norrbottens län. Der See ist 31,5 Meter tief, hat eine Fläche von 59,7 Quadratkilometern und liegt 414 Meter über dem Meeresspiegel. Der Karats wird vom Pärlälven durchflossen. Der Pärlälven gehört über den Lilla Luleälven zum Wassersystem des Luleälven.
Rund um den See befinden sich mehrere, sehr kleine Siedlungen. Auf einer Halbinsel am See liegt die gleichnamige Siedlung Karats am Ende des Länsväg BD 747. Auch diese Siedlung besitzt keine 50 Einwohner, so dass vom SCB keine Zahlen bekanntgegeben werden. Jokkmokk liegt etwa fünfzig Kilometer in südöstlicher Richtung entfernt.